# 주글라 파동
주글라 파동, 쥐글라르 순환, 쥐글라 사이클(Juglar cycle)은 1862년 클레멘트 주글라에 의해 식별된 7~11년의 고정된 투자 순환이다.

## 개요
자본주의 경제는 그 출발점에서 현저한 붐이나 현저한 공황을 거치면서 움직여 나아간다는 것은 일찍이 경제학자나 경영자들에게도 인정된 일이었다. 따라서 초기에 있어서 경기변동의 연구는 붐과 공황에 대한 연구였다. 이것을 경기순환으로서, 그리고 규칙적인 파동으로서 통계적으로 실증(實證)하고 이론적으로 설명한 사람이 쥬글라(Joseph Clement Juglar 1819∼1905)이다. 쥬글라는 은행 대출의 숫자, 이자율 및 물가에 대한 통계자료에서 평균 9∼10년을 주기로 하는 파동을 발견하였다. 이것을 '쥬글라 파동'이라 불러, 경기변동의 주순환(主循環)으로서 현재에 이르기까지 표준적인 것이 되어 왔다. 이것을 중심으로 장기파동은 평균 45∼50년의 콘드라티예프 파동, 평균 20년의 쿠즈네츠 파동, 평균 17년의 건축순환, 단기파동으로는 평균 40개월의 키친 파동을 발견해 내고 있다. 경기순환의 국면은 번스, 미첼의 ① 회복 ② 확장 ③ 후퇴 ④ 수축이란 규정과 슘페터의 ① 번영 ② 후퇴 ③ 침체 ④ 회복의 4국면 순환이 모두가 쥬글라 파동을 대상으로 하였다. 이론적 설명으로서는 투자변동을 중심으로 하여 그것을 수반하는 생산, 고용, 물가의 변동이란 형태를 취하고 있으나 여기에서 투자는 설비투자를 주로 하였다. 따라서 설비 투자의 변동에 대한 실증적, 이론적 분석이 이제까지 여러 학자에 의하여 수없이 시행되었던 것이다. 결국 설비 투자의 유인(誘因)이 되는 기술혁신의 규칙성과 설비투자의 회임(懷妊)기간과 더불어 기술혁신이 파급되는 길이가 10년의 규칙성을 가지고 있다고 설명하는 것이 주안점으로 되어 있다.

## 같이 보기
- 경기순환